# The Ship (Brian Eno)
The Ship è il ventottesimo album in studio del compositore britannico Brian Eno, pubblicato il 29 aprile 2016 dalla Warp Records.

## Descrizione
La title track, scaricabile da internet già alcune settimane prima della pubblicazione, era nata come registrazione multitraccia per un'installazione ambient commissionata all'autore a Stoccolma, modificata in seguito con l'uso della voce in un modo che Eno non aveva mai sperimentato.

## Tracce
Testi e musiche di Brian Eno, eccetto dove indicato.
1. The Ship – 21:19
2. Fickle Sun – 26:11

Traccia bonus nell'edizione giapponese
1. Away – 6:53

## Formazione
Musicisti
- Brian Eno – strumentazione
- Peter Chilvers – programmazione, tastiera, vocoder
- Nuria Homs, Members of the Elgin Marvels – voci (traccia 1)
- Peter Serafinowicz – voce (traccia 3-II)
- Leo Abrahams – chitarra (traccia 3-III)
- Jon Hopkins – tastiera (traccia 3-III)
- Nell Catchpole – violino e viola (traccia 3-III)

Produzione
- Brian Eno – produzione, registrazione
- Peter Chilvers – co-produzione, registrazione